# Wolfgang Dachstein
Pour les articles homonymes, voir Dachstein (homonymie).
Wolfgang Dachstein, né vers 1487 à Offenbourg (Saint-Empire) et mort le 7 mars 1553 à Strasbourg, est un poète, mélodiste, compositeur et organiste allemand.